# كيني موريس
كيني موريس (بالإنجليزية: Kenny Morris)‏ هو موسيقي بريطاني، ولد في 1 فبراير 1957 في إسكس في المملكة المتحدة.

## وصلات خارجية
- كيني موريس على موقع IMDb (الإنجليزية)
- كيني موريس على موقع ميوزك برينز (الإنجليزية)
- كيني موريس على موقع أول ميوزيك (الإنجليزية)
- كيني موريس على موقع ديسكوغز (الإنجليزية)
- كيني موريس على موقع قاعدة بيانات الفيلم (الإنجليزية)